# Błonia-Wiesen

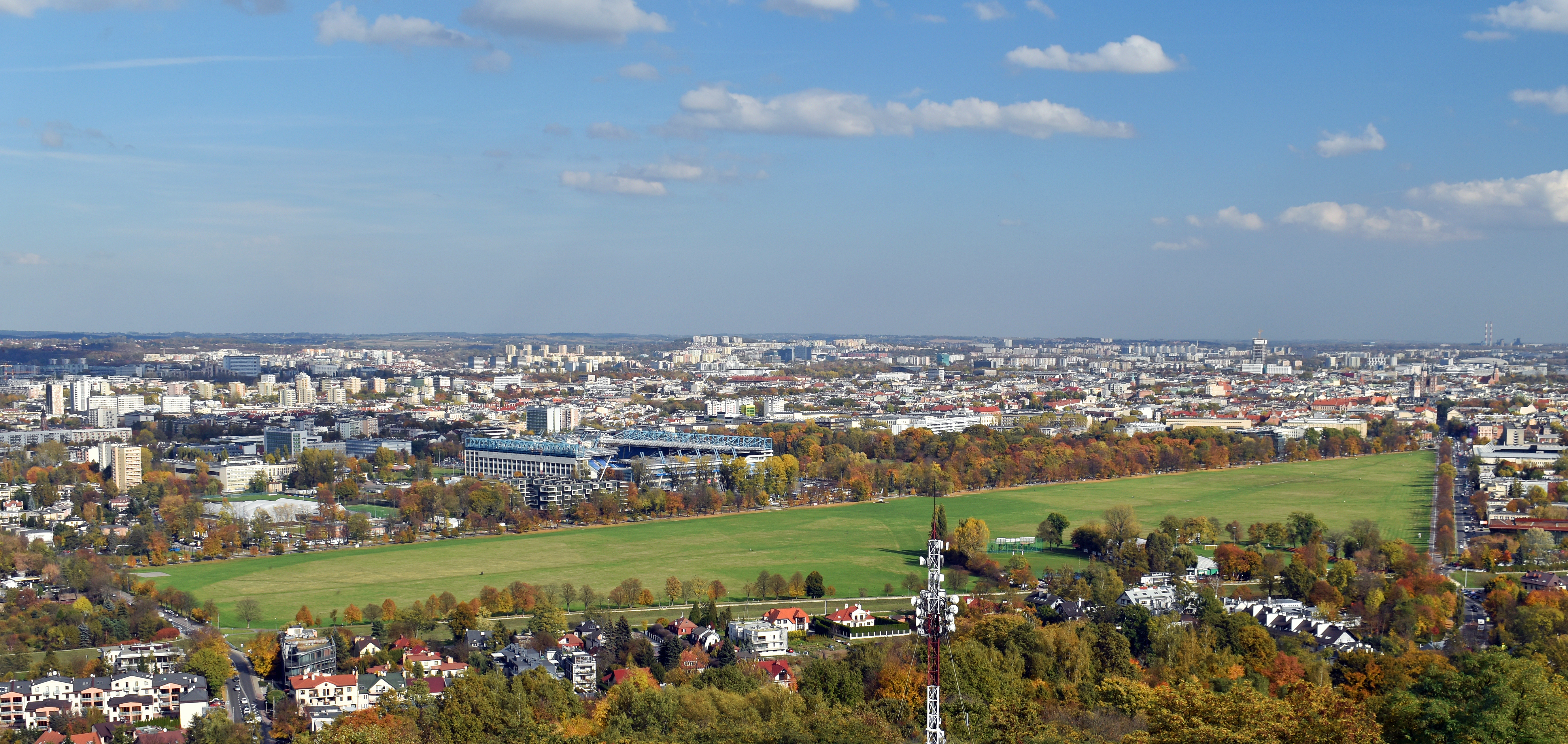
Blick vom Kościuszko-Hügel

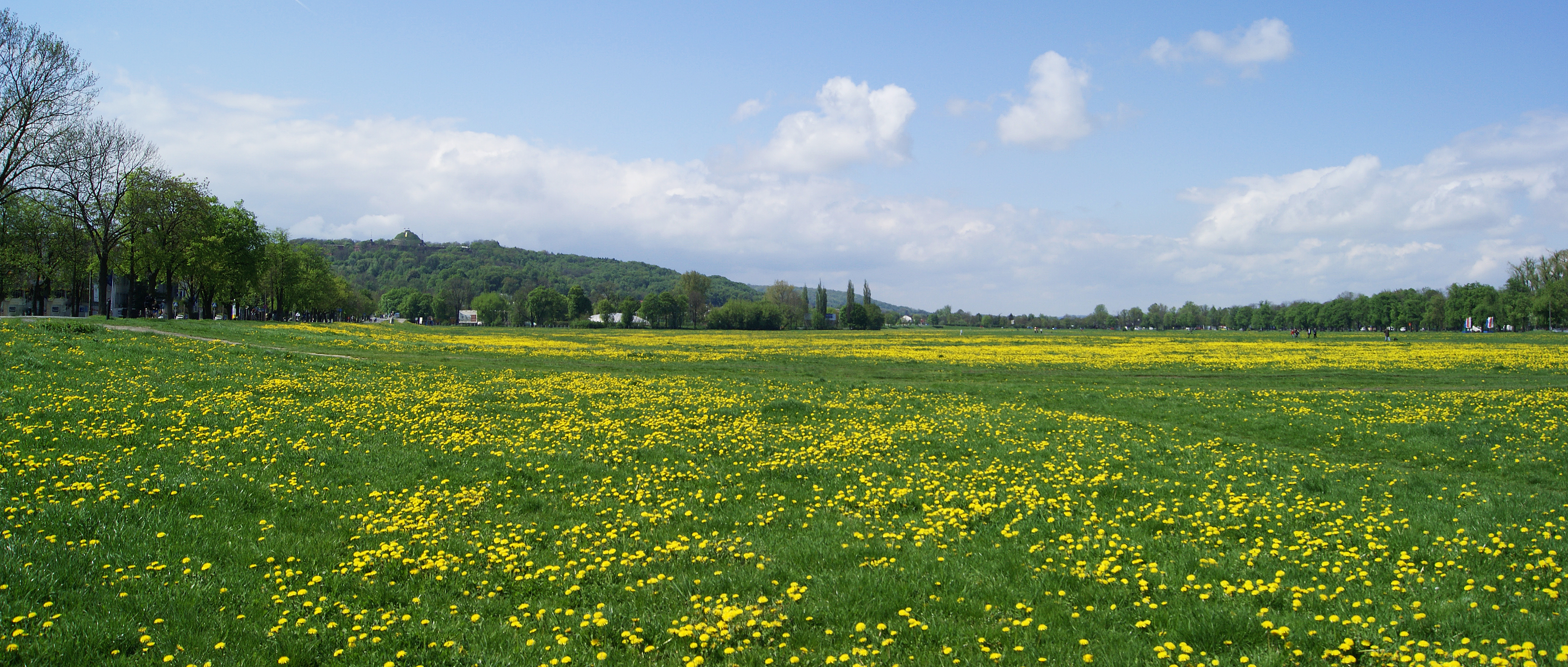
Błonia-Wiesen und Kościuszko-Hügel

Die Błonia-Wiesen sind eine Grünanlage westlich der Krakauer Altstadt, im Stadtteil Półwsie Zwierzynieckie, in Polen. Die Wiesen haben 48 Hektar Fläche und einen Umfang von etwa 3600 m. Sie stellen eine der größten Grünanlagen im Zentrum einer europäischen Großstadt dar.

## Geschichte
Im Jahr 1162 stiftete der wohlhabende Adelige Jaksa von Miechów die Wiesen zwischen Zwierzyniec im Süden und Łobzów im Norden den Norbertinerinnen vor seiner Pilgerfahrt ins Heilige Land. 1254 empfing hier Bischof Jan Prandota bei der Feier der Heiligsprechung des Stanisław ze Szczepanowa die Abgeordneten aus Assisi. Die Norbertinerinnen tauschten die Błonia-Wiesen 1366 beim Stadtrat gegen ein Gebäude in der Altstadt an der Floriańska-Straße ein. Dieses Gebäude brannte kurz danach nieder, was zum langjährigen Prozess über den Besitz der Wiesen führte. König Kazimierz der Große sicherte den Bürgern zu, dass die Wiesen nicht bebaut, sondern den Krakauern stets zur Vieh- und Pferdehaltung dienen würden. Dieses Privileg wurde Ende des 14. Jahrhunderts von Königin Jadwiga bestätigt.
Im 19. Jahrhundert waren die Wiesen vernachlässigt und wurden häufig von der Rudawa überflutet. Manchmal wurden sie auch für Militärparaden benutzt. 1809 wurde hier zu Ehren von Napoleon Bonaparte eine Militärparade abgehalten, die Fürst Józef Antoni Poniatowski und General Jan Henryk Dąbrowski organisiert hatten.
1834 bestätigte der Senat der Republik Krakau das Privileg Kazimierz des Großen. 1849 hielt Zar Nikolaus I. vor dem Einmarsch in Ungarn eine Militärparade ab. Auf österreichischen Karten wurden die Wiesen noch im frühen 20. Jahrhundert als Exercierplatz benannt.
In den Jahren 1903 bis 1912 wurde das alte Flussbett der Rudawa zugeschüttet. 1906 wurden um die Błonia die drei Krakauer Sportvereine Wisła Krakau, KS Cracovia und Juvenia Kraków gegründet. Im Jahr 1908 wurde eine Promenade eröffnet, und die Wiesen wurden zu einem städtischen Park, obwohl das letzte Vieh auf den Wiesen noch in den 1970er Jahren weidete. Danach wurden die Wiesen häufig als Platz für Großveranstaltungen genutzt. So fand hier 1910 die 500-Jahr-Feier der Schlacht bei Tannenberg und 1933 die 250-Jahr-Feier der Schlacht am Kahlenberg statt.
Im Zweiten Weltkrieg wollte Hans Frank die Błonia-Wiesen für die deutsche Besatzungsregierung des Generalgouvernements bebauen, aber der Architekt Hubert Ritter hatte ein durch Enteignungen und Abriss das Stadtbild noch stärker zerstörendes Projekt „Ost-Nürnberg“ in Dębniki entworfen.
1965 wurde an den Błonia das Hotel Cracovia errichtet.
Ab dem Jahr 1979 fanden dort mehrmals vor 1 bis 3 Millionen Menschen von den Päpsten Johannes Paul II. (1983, 1987, 1997 und 2002), Benedikt XVI. (2006) und Franziskus (2016) zelebrierte katholische Messen statt. Hier nahmen die Krakauer auch am 2./3. April 2005 in einer Trauerfeier Abschied vom verstorbenen Papst Johannes Paul II. Die Błonia wird wegen dieser Papst-Besuche auch „Papstwiese“ genannt.
Seit 2000 sind die Wiesen offiziell als Denkmal geschützt.